# Boris Kryštufek
Boris Kryštufek, slovenski biolog, *  26. oktober 1954, Kranj.
Diplomiral je leta 1978 na Oddelku za biologijo Biotehniške fakultete v Ljubljani in se zaposlil v Prirodoslovnem muzeju Slovenije kot stažist raziskovalec. 
Leta 1988 je pridobil doktorat na Biotehniški fakulteti s tezo o taksonomiji, zoogeografiji in ekologiji voluharic v Sloveniji. 
Poleg Prirodoslovnega muzeja, kjer je trenutno predstojnik kustodiata za vretenčarje in muzejski svetnik, dela od leta 2001 v Znanstveno-raziskovalnem centru Koper (del Univerze na Primorskem), kjer je predstojnik Inštituta za biodiverzitetne študije.
Leta 1994 je na Pedagoški fakulteti Univerze v Mariboru pridobil naziv docenta, leta 2000 pa na Biotehniški fakulteti Univerze v Ljubljani naziv izrednega profesorja za zoologijo. 
Predava predmet Varstvena biologija v okviru podiplomskega študija biologije na Fakulteti za naravoslovje in matematiko v Mariboru.
Raziskuje na področjih taksonomije sesalcev in biogeografije.

## Dela
Napisal je več kot 200 znanstvenih člankov v slovenskih in mednarodnih revijah, poleg njih pa mnogo strokovnih člankov, poglavij v monografijah ter drugih prispevkov. Deluje tudi v uredniških odborih več mednarodnih revij, konferenc in komisij.

### Znanstvene monografije
(kot sourednik ali eden od glavnih avtorjev)
- Kryštufek B., Shenbrot G. (2022). Voles and lemmings (Arvicolinae) of the Palaearctic region. University Press, Maribor, 436 pp.
- Kryštufek B., Vohralík V. (2009). Mammals of Turkey and Cyprus. Rodentia II : Cricetinae, Muridae, Spalacidae, Calomyscidae, Capromyidae, Hystricidae, Castoridae. Univerza na Primorskem, Znanstveno-raziskovalno središče, Založba Annales: Zgodovinsko društvo za južno Primorsko, Koper, 372 pp.
- Kryštufek B., Flajšman B. (2007) (ur.). Polh in človek. Liberalna Akademija, Ljubljana, 248 pp.
- Kryštufek B., Vohralík V. (2005). Mammals of Turkey and Cyprus. Rodentia I: Sciuridae, Dipodidae, Gliridae, Atvicolinae. UP ZRS, Koper, 292 pp.
- Griffiths H.I., Kryštufek B., Reed, J.M. (2004) (ur.). Balkan Biodiversity. Patterns and Process in the European Hotspot. Kluwer Academic Publishers, Dordrecht, 357 pp.
- Kryštufek B. Flajšman B., Griffiths H.I. (2003) (ur.). Living with Bears. A large European carnivore in a shrinking World. Liberalna Akademija, Ljubljana, 365 pp.
- Kryštufek B., Vohralík V. (2001). Mammals of Turkey and Cyprus. Introduction, Checklist, Insectivora. ZRS, Koper, 140 pp.
- Kryštufek B. (1999). Osnove varstvene biologije. TZS, Ljubljana, 155 pp.
- Kryštufek B., Janžekovič, F. (1999) (ur.). Ključ za določanje vretenčarjev Slovenije, DZS, Ljubljana, 544 pp.
- Mitchell-Jones A.J., Amori G., Bogdanowicz W., Kryštufek B., Reijnders P.J.H., Spitzenberger F., Stubbe M., Thissen J.B.M., Vohralík V., Zima J. (ur.) (1999). The Atlas of European Mammals. Poyser natural History, London, 484 pp.
- Kryštufek B. (1991). Sesalci Slovenije. Prirodoslovni muzej Slovenije, Ljubljana, 294 pp.

## Nagrade in priznanja
- 2012: Valvasorjeva nagrada za razstavo Skrivnostna smrt mlade Leonore (Prirodoslovni muzej Slovenije; kot del ekipe)[1]
- 2017: Valvasorjeva nagrada za razstavo Naše malo veliko morje (Prirodoslovni muzej Slovenije; kot del ekipe)[2]
- 2020: Zoisovo priznanje za pomembne dosežke pri raziskovanju biodiverzitete sesalcev